# Marea Ducesă Anastasia Nicolaevna a Rusiei
Marea Ducesă Anastasia Nikolaevna a Rusiei (Anastasia Nikolaevna Romanova) (rusă Великая Княжна Анастасия Николаевна Романова) (n. 18 iunie 1901, Peterhof, Rusia - d. 17 iulie 1918, Ekaterinburg) a fost cea mai mică fiica a țarului Nicolae al II-lea și a soției sale Alexandra Feodorovna.
Anastasia a fost cea mai tânără dintre surorile ei: Marea Ducesă Olga, Marea ducesă Tatiana, Marea ducesă Maria, fiind soră mai mare a țareviciul Alexei Nicolaevich. Ea a fost omorâtă împreună cu familia sa pe data de 17 iulie 1918 de către serviciile secrete din Bolsheik. De la moartea sa au circulat zvonuri privind o posibilă scăpare, datorită faptului că locație unde ea a fost înmormântată a fost necunoscută în timpul dominației  comuniste. Micul mormânt lângă Ekaterinburg, unde erau rămășițele țarului, ale soției sale și trei fiice a fost descoperit în anul 1991, dar trupul lui Alexei și a unei surori, Anastasia sau sora sa mai în vârstă, Maria, nu au fost descoperite acolo.  
În ianuarie 2008, posibilitatea ca ea să trăiască a fost infirmată de oamenii de știință ruși, care au anunțat că rămășițele carbonizate ale unui băiețel și a unei tinere găsite lângă Ekaterinburg, în august 2007, erau foarte asemănătoare cu cele ale prințului moștenitor în vârstă de 13 ani și una dintre cele 4 ducese Romanov. Medicii criminaliști ruși au confirmat pe data de 30.aprilie. 2008, faptul că rămășițele erau ale prințului moștenitor și ale uneia dintre cele 4 ducese. În martie 2009, rezultatele finale ale testului ADN au fost publicate de Michael Coble de la laboratorul de identificare ADN, din cadrul forțelor armate ale Statelor Unite, care demonstrau faptul că rămășițele tuturor celor 4 mari ducese au fost găsite și nici una nu a scăpat.  
Mai multe femei au pretins că sunt Anastasia , cea mai cunoscută fiind Anne Anderson. Cu toate că la moartea ei trupul i-a fost incinerat, testele ADN făcute pe bucăți de țesut și de păr , nu au arătat nici o asemănare cu ADN familiei imperiale .

### Biografie

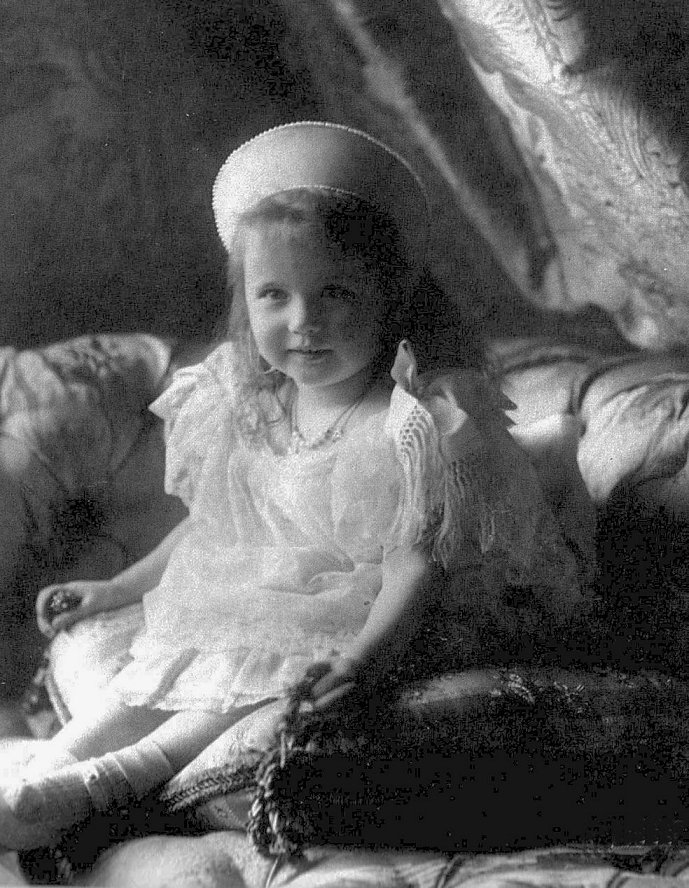
Marea ducesă Anastasia în 1904

### Viața și copilăria

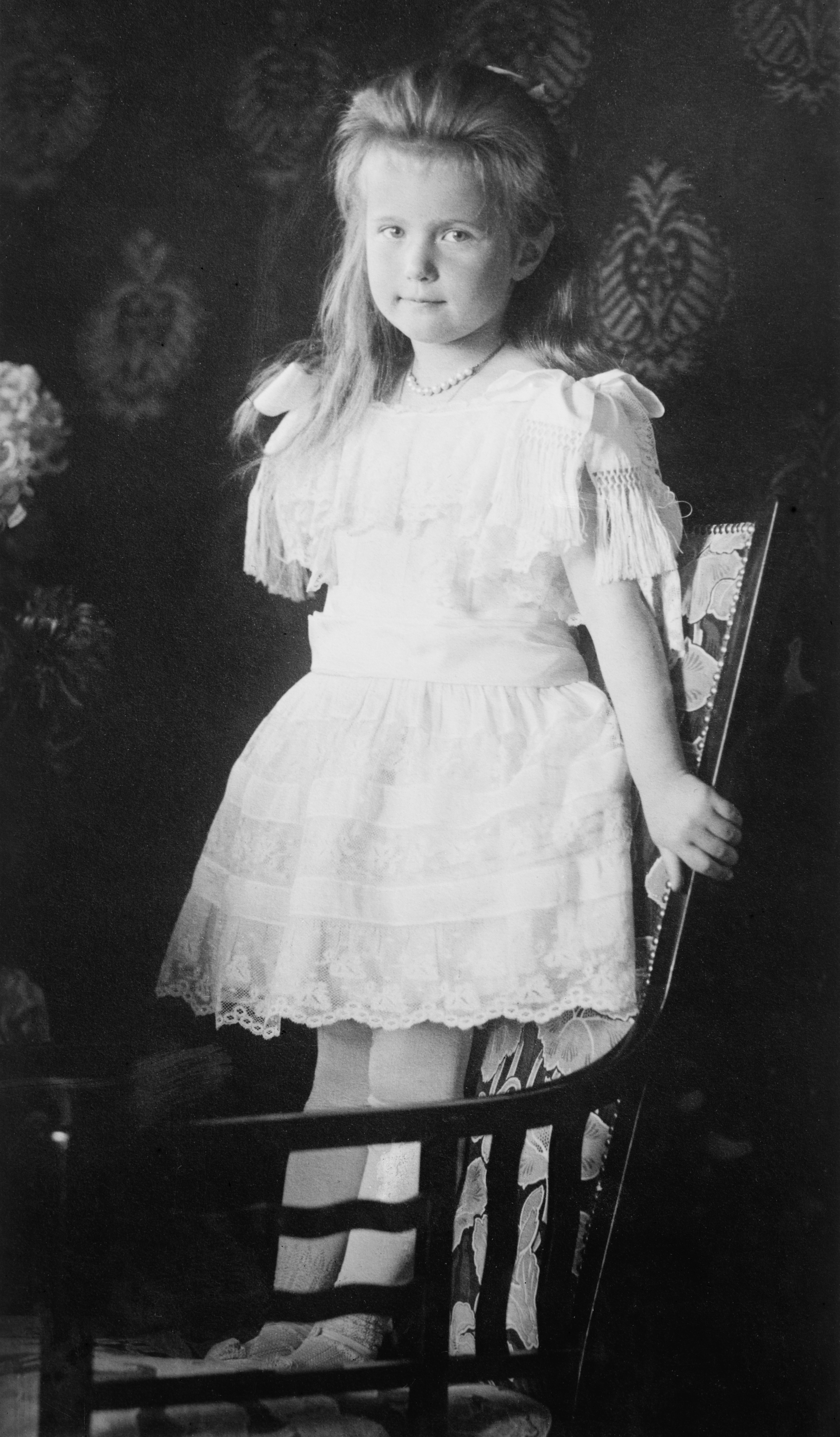
Marea Ducesă Anastasia într-un portret oficial făcut în anul 1906

Când Anastasia s-a născut, părinții ei și întreaga familie, au fost dezamăgiți să aibă o a patra fiică, pentru că ei doreau să aibă un fiu care să fie moștenitorul tronului. Țarul Nicolae al II-lea a mers într-o lungă plimbare pentru a se liniști, înainte să o viziteze pe țarina Alexandra și pe nou-născuta Anastasia pentru prima data . Numele Anastasiei înseamnă aceea care rupe lantul” sau aceea care deschide inchisoarea”. Cea de-a patra fiică și-a primit numele acesta pentru că în onoarea ei , țarul a eliberat studenții care au fost închiși pentru participarea în cadrul revoltelor de la St. Petersburg și Moscova, în iarna precedentă. Un alt înțeles al numelui ei este cel al „Învierii”, un lucru la care s-a făcut referință în timpul poveștilor despre supraviețuirea ei. Titlul Anastasiei este mai precis tradus că Marea Prințesa, ceea ce înseamnă că Anastasia ca Alteță Imperială avea un rang mai mare decât celelalte prințese din Europa, care sunt Altețe Regale. Mare Ducesă (Grand Duchess) a devenit cea mai utilizată formă de traducere a titlului din limba rusă în limba engleză  .  

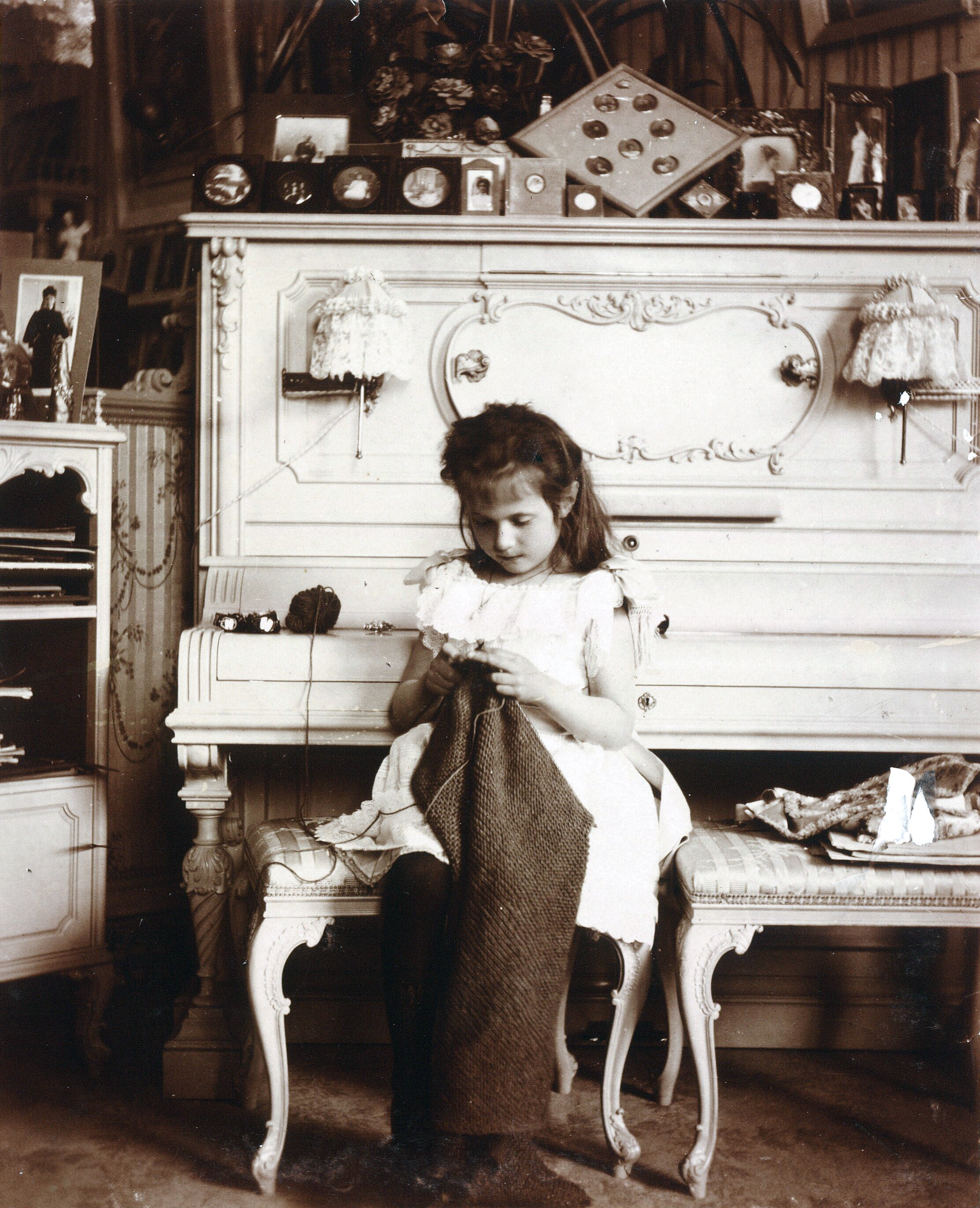
Marea ducesă Anastasia tricotând în budoarul mamei sale

Copiii țarului au fost crescuți cât se poate de simplu. Ei dormeau pe paturi de campanie tari, fără perne, excepție făcând atunci când erau bolnavi, făceau dușuri reci dimineața și trebuiau să își curețe camerele. De asemenea, atunci când nu erau ocupați, trebuiau să facă lucrușoare de mână care urmau să fie vândute în cadrul evenimentelor caritabile. În familie, chiar și servitorii i se adresau Anastasia Nikolaevna, nefolosind titlul de Alteță Imperială. Ocazional era numită Anastasie - după forma din limba franceză sau după poreclele, provenite din limba rusă: Nasty, Nastas sau Nastenka. Alte porecle folosite în familie erau Malenkaya, care înseamnă ”micuță, mititică”  sau shvibzik. Anastasia a avut o malformație la piciorul stâng, la fel ca și faimoasa impostoare Anna Anderson. 

Referindu-ne la poreclele ei, tânăra Anastasia a devenit un copil energic și vivace, descrisă că fiind scundă și durdulie, cu ochii albaștrii și păr roșcat. Margretta Eager, una dintre guvernantele duceselor, a povestit unei persoane, faptul că Anastasia a avut cel mai mare șarm personal dintre toții copii pe care i-a văzut. 

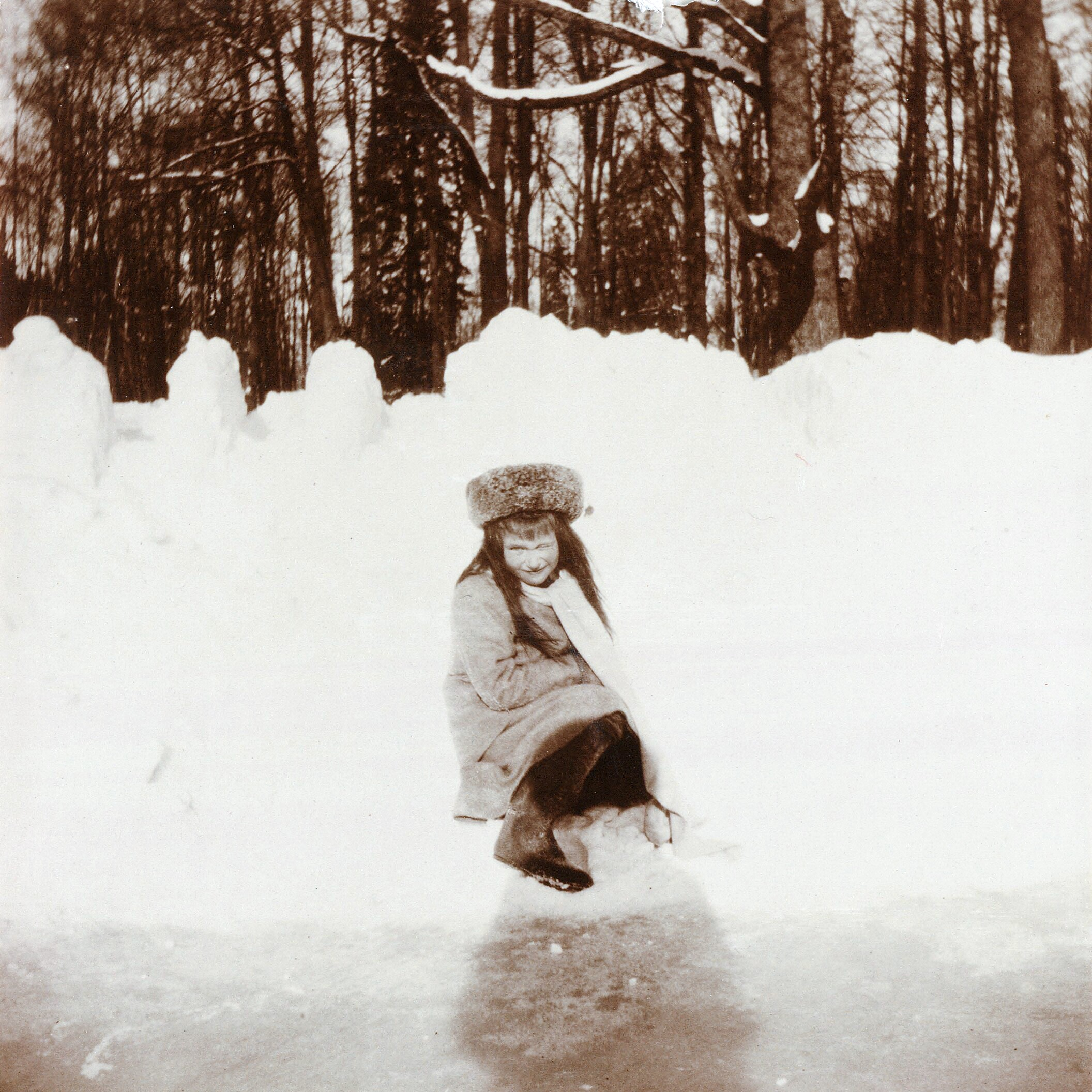
Marea ducesă Anastasia distrându-se la Tsaorskoe Selo, în jurul anului 1910

În timp ce deseori era numită ca fiind  isteață și darnică, tutorii săi Sydney Gibbles si Pierre Gillard spuneau că nu îi păsa deloc de restricțiile impuse de  camera unde se făcea școala. Gibbles, Gillard și doamnele de onoare Liti Dehr și Anna Vyrubovna au descris-o pe Anastasia ca fiind plină de viață, rea și prefăcută. Uneori reacțiile ei, ascuțite și spirituale, atingeau puncte sensibile((())) 
.
Ocazional îndrăzneala ei depășea limitele bunelor maniere. "Fără nicio îndoială, ea deținea recordul pentru fapte pedepsite, în năzdrăvănii fiind un adevărat geniu” a spus Gleb Botkin, fiul fizicianului curții - Yevgeny Botkin care a murit împreună cu familia la Ekaterinburg . Uneori Anastasia le făcea farse și îi păcălea pe servitori și pe tutorii săi. Ca și copil, ea se cățăra în copaci și refuza să mai coboare. Odată, în timpul unei lupte cu bulgări de zăpada la reședința familiei în Polonia, Anastasia a introdus o piatră într-un bulgăre de zăpada, cu care a aruncat spre sora ei mai mare Tatiana, doborând-o. O verișoară mai îndepărtată, prințesa Nina Georgievna își amintea că Anastasia era atât de rea încât ajungea până în punctul de a fi malefică. Ar fi trișat, zgâriat și lovit ceilalți jucători în timpul unui joc. Ea era complexată de faptul că Nina, cu toate că era mai tânără decât Anastasia era mai înaltă” . Anastasiei îi păsa foarte puțin de aspectul său fizic, în opoziție cu surorile sale. Hallie Erminie Rivers o autoare americană foarte populară, soția unui diplomat a descris cum Anastasia în vârstă de 10 ani mânca un baton de ciocolată fără să se deranjeze să își dea jos mănușile lungi albe, la operă din St. Petersburg .
Anastasia și sora ei mai mare Maria, erau cunoscute ca și "Micuța Pereche”. Cele două fete împărțeau aceeași cameră ,deseori purtând haine asemănătoare și petrecându-și mult timp împreună. Surorile lor mai mari, Olga și Tatiana care împărțeau aceeași cameră erau cunoscute că fiind "Marea Pereche”. Uneori fetele semnau scrisorile cu porecla OTMA, care deriva de la inițialele numelor lor.
În ciuda energiei sale, sănătatea fizică a Anastasiei era una precară. Ea suferea de Hallux valgus, care i-a afectat ambele degete. Anastasia avea un mușchi al spatelui slab si i-a fost prescris un masaj de doua ori pe săptămână. Ea se ascundea sub dulap sa scape de masaj. Matusa Anastasiei,  a fost raportată  având hemoragie foarte puternica in timpul unei operații de extirpare a amigdalelor  decembrie 1914, spunea  din partea tatălui,  Olga Alexandrovna a Rusiei timpul unui interviu. Olga Alexandrovna credea ca nepoatele  sângerau mai mult decât era normal, ea crezând ce ele erau purtătoare de hemofilie la fel ca mama lor. Purtătorii genei au  ca simptome necoagularea sângelui.Testele ADN făcute  2009, pe  familie imperiale, au dovedit ca Alexei suferea de hemofilie B- o forma rara a bolii. Dintre surori,  s-a aflat de către cercetătorii ruși că Anastasia,  iar de  americani, Maria, erau purtătoare de hemofilie. Probabil Anastasia ar fi transmis  copiilor ei daca trăia. Anastasia, la fel ca întreaga  familie, l-a iubit foarte mult pe mult-așteptatul moștenitor-Alexei -bebelusul”. Alexei a suferit de frecvente atacuri de hemofilie, care erau cat pe ce sa ii provoace moartea.

## Asocierea cu Grigori Rasputin

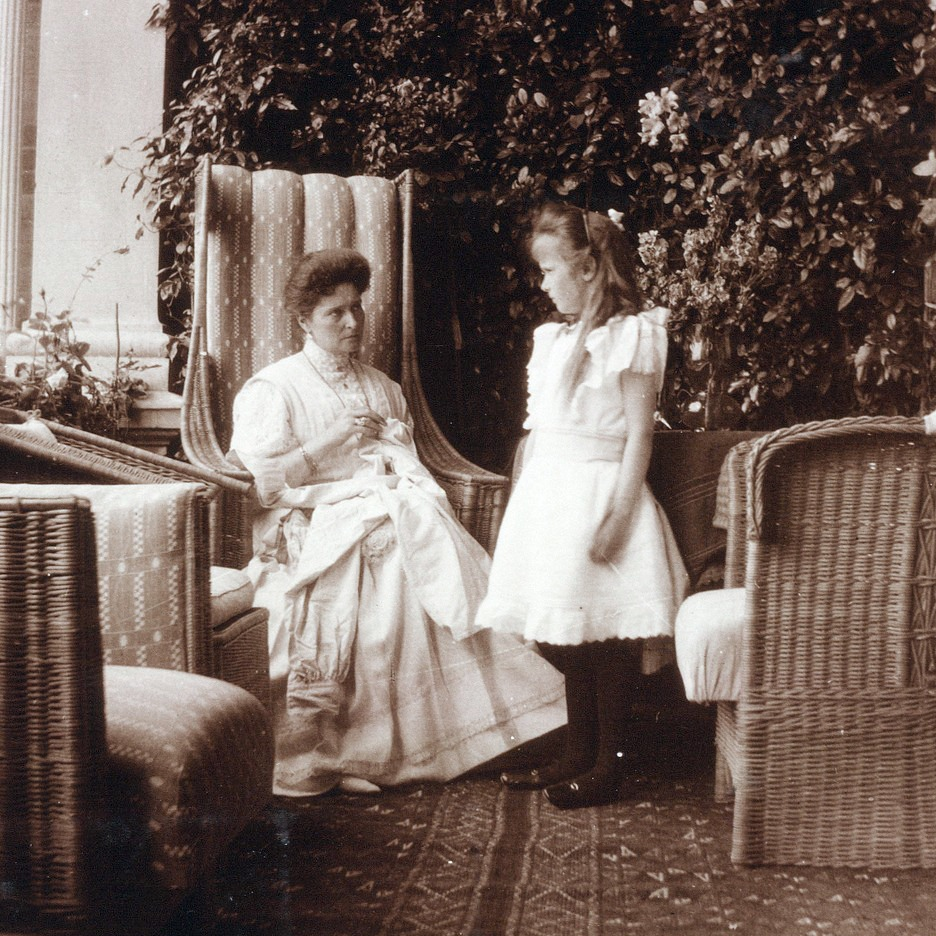
Marea ducesă Anastasia cu mama ei,țarina Alexandra, în anul 1908

Mama Anastasiei se baza pe sfaturile primite de la Grigori Rasputin, un stareț pribeag, crezând că rugăciunile lui l-au salvat pe suferindul tsarevitch de mai multe ori. Anastasia și surorile ei erau învățate să îl considere pe Rasputin ca "Prietenul Nostru”, căruia i se puteau destăinui. În toamna anului 1907, mătușa Anastasiei marea ducesă Olga Alexandrovna a fost însoțită de către țar în camera copiilor pentru a-l întâlni pe Rasputin. Anastasia, surorile ei și Alexei purtau cămășile de noapte albe."Toții copii păreau că îl plac” spunea Olga Alexandrovna. "Erau foarte liniștiți în prezența lui”.
Prietenia lui Rasputin cu familia imperială este evidențiată de conținutul a câteva mesaje pe care le-a trimis. În februarie 1909, Rasputin le-a trimis copiilor o telegramă, sfătuindu-i:” Iubiți toată natura  făcută de Dumnezeu, toată creația Lui, în special acest Pământ , Maica Domnului s-a ocupat tot timpul de flori.”

Una dintre guvernantele fetelor, Sofia Ivanova Tyutcheva a fost îngrozită de faptul că Rasputin avea voie să intre în camera fetelor, când acestea erau îmbrăcate în cămășile de noapte. Nicolae l-a rugat pe Rasputin să evite să mai meargă în camera fetelor. Copiii care știau de tensiunea formată, se temeau că mama lor se va înfuria datorită faptelor Sofiei. "Mi-e așa de frică de faptul că S.I. (Sofia Ivanova) poate vorbi lucruri urâte de prietenul nostru”. Acestea sunt cuvintele scrise de Tatiana, sora Anastasiei în vărsta de 12 ani, mamei lor în data de 8 martie 1910. "Sper că îngrijitoarea noastră  va fi mai drăguță cu prietenul nostru acum”. Probabil împărăteasa Alexandra a concediat-o pe Tyutcheva. Tyutcheva a mai povestit această întâmplare și altor membrii ai familiei.

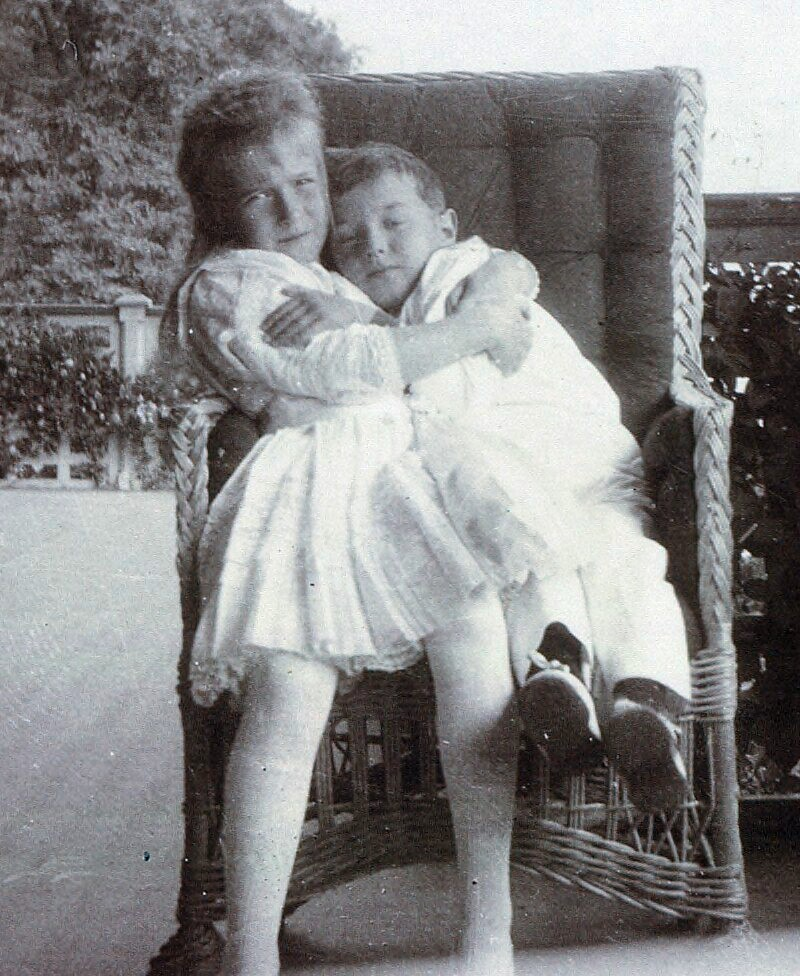
Marea ducesă Anastasia împreună cu fratele ei, Alexei

 În timp ce vizitele făcute de Rasputin copiilor erau complet inocente, familia era scandalizată. Sofia i-a spus surorii țarului, marea ducesă Xenia Alexandrovna, faptul că Rasputin vizita fetele în timp ce acestea se pregăteau de culcare, îmbrățișându-le. Tyutcheva spunea că , copiii au fost învățați să nu povestească vizitele lui Rasputin și aveau grijă să ascundă vizitele acestuia de slujitori. În data de 15 martie 1910, Xenia a scris că nu își poate explica atitudinea lui "Alix față de sinistrul Rasputin pe care ei îl consideră sfânt, când de fapt este doar un khlyst”.

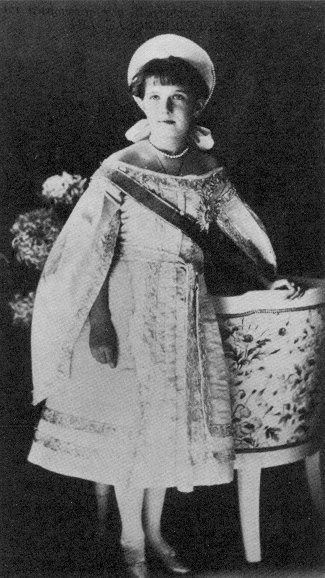
Marea ducesă Anastasia îmbrăcată în rochia princiară, în anul 1910

În primăvara anului 1910, guvernanta Maria Ivanova Vishnyakova susținea că Rasputin o violase. Vishnyakova spunea că împărăteasa refuza să o creadă insistând faptul că "tot ce face Rasputin este sfânt”. Marii ducese Olga Alexandrovna i s-a spus faptul că acuzația Mariei Ivanova a fost investigată imediat, dar de fapt ea a fost prinsă în pat cu una dintre gărzile palatului. După aceste acuzații, Vishnyakovei i-a fost interzis să îl mai vadă pe Rasputin, probabil în anul 1913 fiind concediată. 
Oricum zvonurile au persistat , iar mai târziu în societate a circulat zvonul cum că Rasputin nu a sedus-o numai pe țarină, dar și pe cele patru ducese. Bârfa a fost "alimentată” de inocentele scrisori trimise de către țarină și de cele patru ducese lui Rasputin. Scrisori care au fost citite de toată lumea. Anastasia i-a scris "Dragul, prețiosul și singurul meu prieten, cât de mult aș dori să te văd din nou. Te-am visat azi-noapte. O întreb tot timpul pe mama când vei veni... mă gândesc la tine tot timpul, dragul meu, pentru că ai fost atât de bun cu mine...”.
Asta a fost urmată de filmulețe animate cu caracter pornografic, în care Rasputin avea relații intime cu împărăteasa, cele patru fete și Anna Vyrubova. După acest scandal, Nicolae al II-lea a ordonat că Rasputin să părăsească St. Petersburg-ul pentru un timp, spre neplăcerea Alexandrei. Astfel Rasputin a plecat într-un pelerinaj spre Palestina. În ciuda zvonurilor, asocierea familiei imperiale cu Rasputin a continuat până la 17 decembrie 1916, când acesta a fost ucis. "Prietenul Nostru este foarte mulțumit de fetele noastre, spune că ele au trecut prin niște etape foarte grele pentru vârsta lor, iar sufletele lor s-au dezvoltat”, scria Alexandra țarului în data de 6 decembrie 1916.
În Memoriile lui, A.A. Mordinov a raportată faptul că cele patru ducese erau "reci și teribil de supărate” de moartea lui Rasputin, stând îmbrățișate pe o canapea într-unul dintre dormitoare, în noaptea în care au aflat vestea. Mardinov își amintește că tinerele erau foarte triste și păreau să simtă schimbarea politică care urmă să înceapă. Rasputin a fost înmormântat cu o icoană semnată pe spate de Anastasia, mama și surorile ei. Au participat la funeraliile din data de 21 decembrie 1916 și familia a plănuit să construiască o Biserică peste mormântul lui Rasputin.
După ce au fost omorâți de Bolșevici, a fost descoperit faptul că Anastasia și surorile ei purtau talismane cu poza lui Rasputin și cu o rugăciune.

## Primul razboi mondial si Revoluția

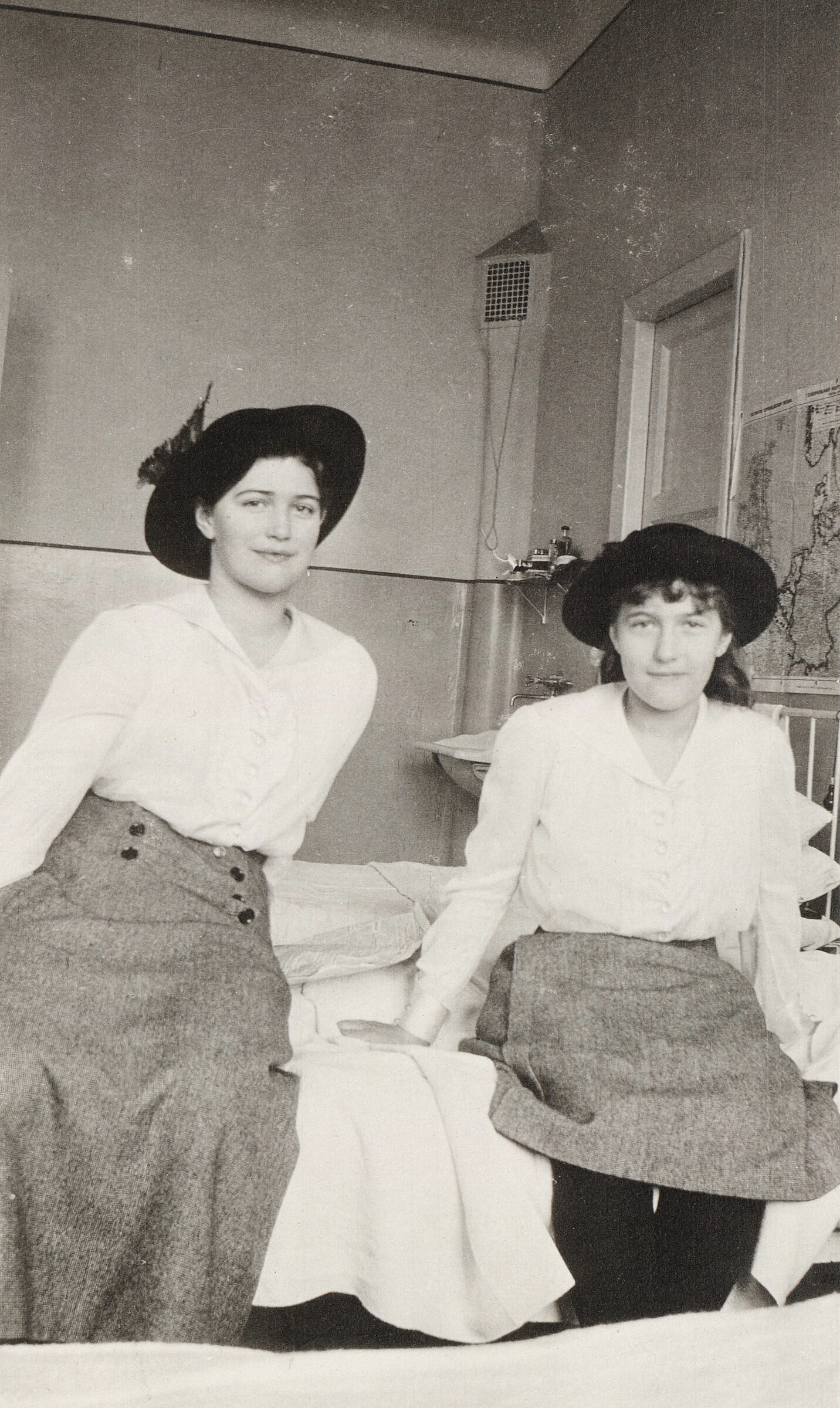
Marile ducese Maria și Anastasia Nikolaevna într-o vizită oficială făcută soldaților la spital, în anul 1914

În timpul primului război mondial, Anastasia împreună cu sora ei Maria, vizitau soldații răniți în Tsarkoye Selo. Cele două adolescente, prea tinere pentru a deveni asistente ale Crucii Roșii, la fel ca și mama și surorile lor mai mari, jucau șah și table cu soldații, încercând să le ridice moralul. Felix Dassel, care a fost tratat la spital și a cunoscut-o pe Anastasia, își amintește că aceasta avea un "râs de veveriță” și un mers foarte rapid.
În februarie 1917, Nicolae al II-lea a abdicat, iar Anastasia și familia ei au fost puși sub arest la domiciliu la Palatul Alexandru din Tsarskoye Selo, în timpul revoluției din Rusia. În timp ce Bolșevicii se apropiau , Alexandru Kerensky - membru al guvernului provizoriu, i-a mutat în Tobolsk, Siberia. După ce Bolșevicii au pus stăpânire asupra Rusiei, Anastasia și familia ei au fost mutați în casa Ipatev (Casa Scopului), în Ekaterinburg.
Stresul și nesiguranța captivității și-au pus amprenta atât asupra Anastasiei cât și a întregii familii. "Pa”, i-a scris Anastasia unei prietene în iarna anul 1917.”Nu ne uitați”. La Tobolsk ea a scris o lucrare melancolică pentru profesorul ei de limba engleză, plină de greșeli de ortografie despre "Evelyn Hope" un poem a lui Robert Browning despre o tânărǎ :"Când a murit ea avea doar șaisprezece ani" a scris Anastasia. "Era un bărbat care o iubea fără ca măcar să o fi văzut, dar o cunoștea foarte bine. Ea a auzit de asemenea de el. El nu i-a putut spune niciodată că o iubea, iar acum era moartă. El încă credea  atunci ca ambii își vor trăi viață de apoi, oricând va fi ea..."

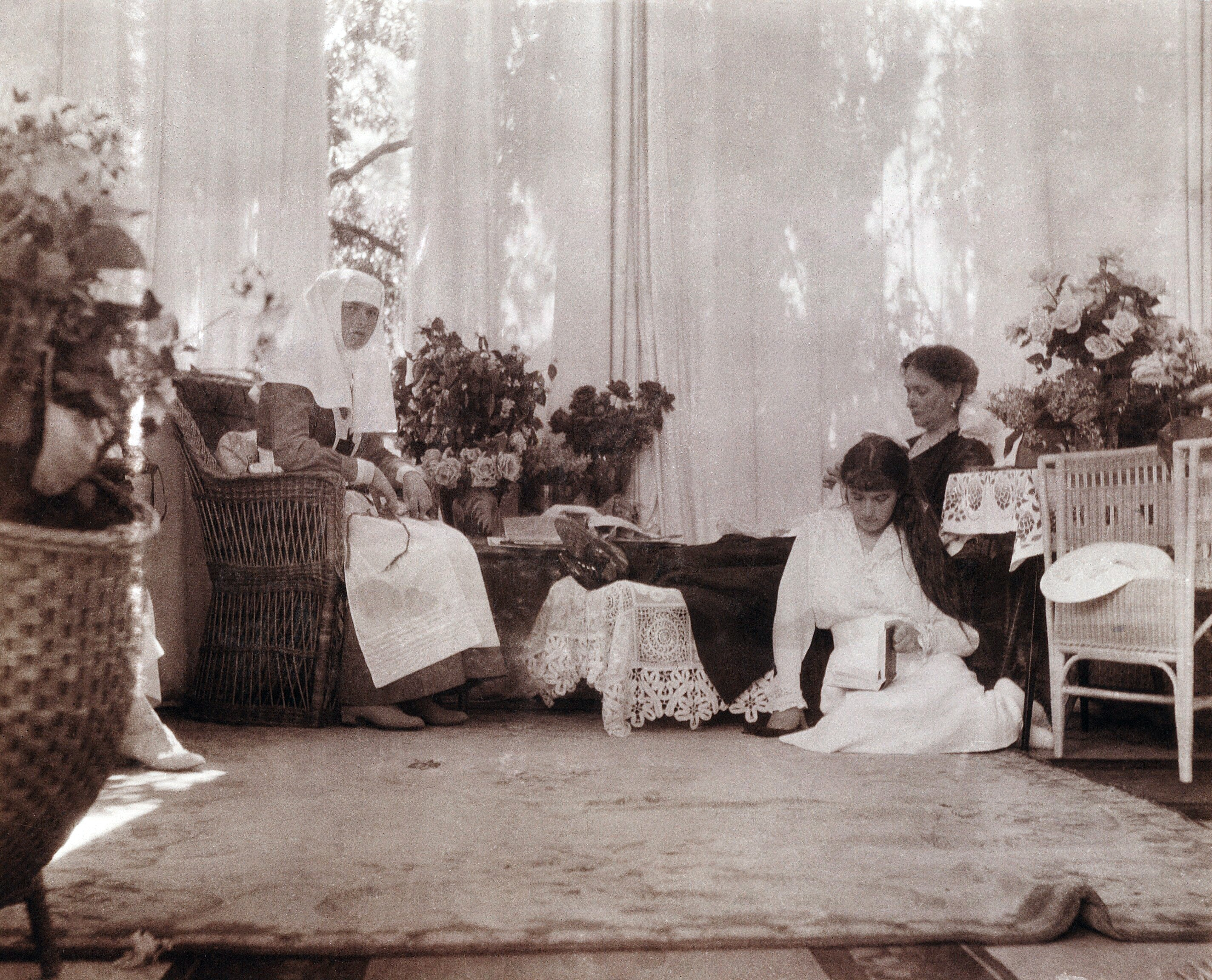
Marea ducesă Anastasia stând cu mama ei, Alexandra și sora ei, Olga, în camera de zi a mamei lor

La Tobolsk ea și surorile ei coseau bijuteriile în haine, în speranța că astfel le vor ascunde de răpitorii lor, de când Alexandra le-a avertizat că ea, Nicolae și Maria au fost percheziționați la sosirea la Ekaterinburg, unde li s-au confiscat lucrurile. Mama lor folosea cuvinte cod ca și "medicamente" și "lucrurile lui Sednev" pentru bijuterii. Pierre Gilliard își amintește ultima oară când i-a văzut pe copii la Ekaterinburg:" Marinarul Nagorny, cel care îl însoțea pe Alexei Nikolaevici, a trecut prin fața geamului la care mă aflam eu cărând băiatul bolnav în brațe, în spatele lor venind Marile Ducese care își cărau bagajele și mici lucruri personale. Am încercat să ies, însă am fost împins înapoi în caleașcă de una dintre santinele. M-am întors la geam. Tatiana Nikolaevna a venit ultima purtându-și în brațe cățelușul și încercând din răsputeri să își care geamantanul. Ploua și am văzut cum picioarele ei se scufundau în noroi la fiecare pas. Nagorny a incercat să o ajute, dar a fost oprit de unul dintre comisari.." Baroneasa Sophie Buxhoeveden ne-a povestit cu tristețe ultima oară când a văzut-o pe Anastasia:"Odată stând pe scările unei case, am văzut o mână acoperită cu o mânușă roz care a deschis geamul. Având în vedere bluza, trebuie să fi fost Anastasia sau Maria. Ele nu mă puteau vedea prin geamurile lor, aceasta fiind ultima oară când l-am văzut pe unul dintre ei." 

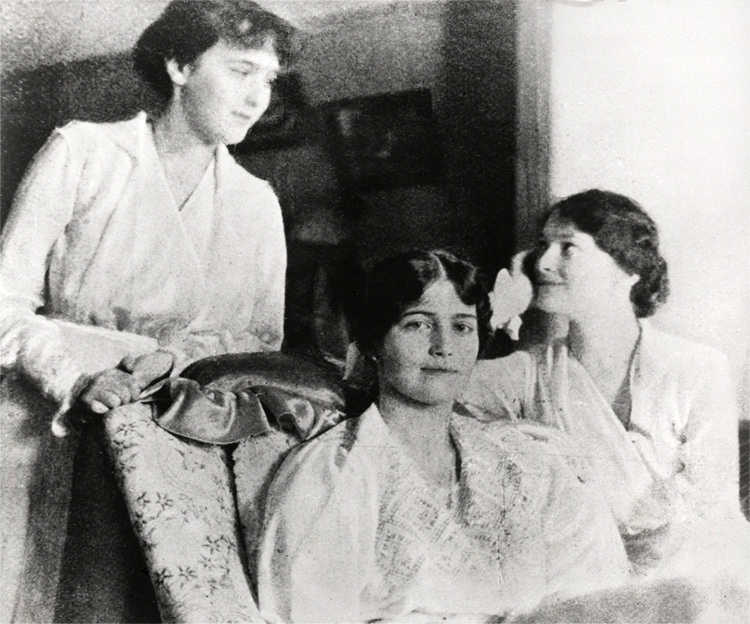
Marile ducese Anastasia, Maria și Tatiana Nikolaevna la Tsarskoe Selo, în primăvara anului 1917

Oricum chiar și în ultimele luni ale vieții, ea a găsit moduri de a se distra. Ea împreună cu ceilalți membrii ai familie compuneau piese de teatru pentru a-i amuza pe părinții lor și pe ceilalți în primăvara anului 1918. Teatrul jucat de Anastasia a stârnit hohote de râs, spunea tutorele ei, Sydney Gibbes. În 7 martie 1918, printr-o scrisoare trimisă surorii ei Maria la Ekaterinburg, Anastasia îi povestește momentul de bucurie, în ciuda stării ei de tristețe, singurătate și îngrijorarea pentru starea de sănătate a lui Alexei. "Ne-am jucat pe leagăn, acesta a fost momentul când am ras în hohote, căzătura fiind grozavă. Într-adevăr. Le-am spus surorilor acest lucru de atâtea ori ieri, încât cred că s-au cam saturat, dar aș putea să le spun de multe ori... Ce timp am avut! Aș fi putut zbiera de fericire." În memoriile lui, un gardian de la casa Ipatev își amintește despre Anastasia ca fiind "prietenoasa și foarte amuzantă", în timp ce alt gardian spunea despre Anastasia era "un diavol fermecător". Ea era rea și cred ca rar obosea. Era plină de viață și îi plăcea de minune sa joace piese de teatru cu câini, ca și cum ar fi fost în circ." Un alt gardian o considera pe cea mai tânără dintre marile ducese, ca fiind "ofensivă și o teroristă" și s-a plâns că uneori comentariile ei provocatoare au creat tensiune în garnizoană. Marile ducese au învățat să își spele singure hainele și au învățat să facă pâine, cât au fost închise în casa Ipatev.
În vară, interdicțiile captivității și-au pus amprenta asupra familie. Potrivit unor surse, la un moment dat Anastasia a devenit atât de supărată încât și-a vopsit geamurile pe care le deschidea pentru a aerisi. Potrivit relatărilor unei santinele, care când a văzut-o s-a speriat. Nu a mai încercat asta niciodata. În 14 iulie 1918, preoții din Ekaterinburg au oficiat o slujbă privată pentru ei. Au raportat faptul că Anastasia și familia ei au leșinat în timpul rugăciunilor pentru morți, iar fetele au devenit disperate și deznădăjduite, necântându-și replicile din timpul slujbei. 
Observând schimbările dramatice din comportamentul lor de la ultima vizită, unul dintre preoți le-a spus celorlalți "Ceva s-a întâmplat acolo". Însă următoarea zi, 15 iulie 1918, Anastasia și surorile ei păreau a fi fericite, glumind și ajutând  la mutarea paturilor din camerele lor pentru ca femeile de serviciu să poată curăța podelele. Au ajutat la curățarea podelelor și șușoteau cu femeile de servici, în timp ce gărzile nu se uitau. Anastasia i-a scos limba șefului detașamentului, Iakov Iurovski, când pentru un moment acesta a plecat din cameră.
Anastasia a fost ucisă împreună cu familia ei în dimineața zilei de 17 iulie 1918. Au fost executați de forțele poliției secrete bolșevice, aflată sub conducerea lui Iurovski.

## Captivitate și execuție
După revoluția bolșevică din octombrie 1917, Rusia a intrat repede în Războiul Civil. Negocierile pentru eliberarea Romanovilor între capturile lor bolșevice și familia lor extinsă, mulți dintre ei au fost membrii de frunte a Casei regale din Europa, au fost stagnate. Cum albii (încă fideli țarului și principiilor de autocrație) avansau spre Ekaterinburg, Reds au fost într-o situație precară. Reds știau că Ekaterinburg ar scădea la Armata Albă mai puțin echipată. Când albii au ajuns în Ekaterinburg, membrii familiei imperiale au dispărut pur și simplu. Cea mai acceptată considerare a fost că familia a fost ucisă. Acest lucru s-a datorat unei anchete făcute de Nicholas Sokolov, anchetator al Armatei Albe, care a ajuns la concluzie pe baza elementelor, care au aparținut familiei, găsite aruncate pe jos într-o galerie de mină la Ganina Yama.

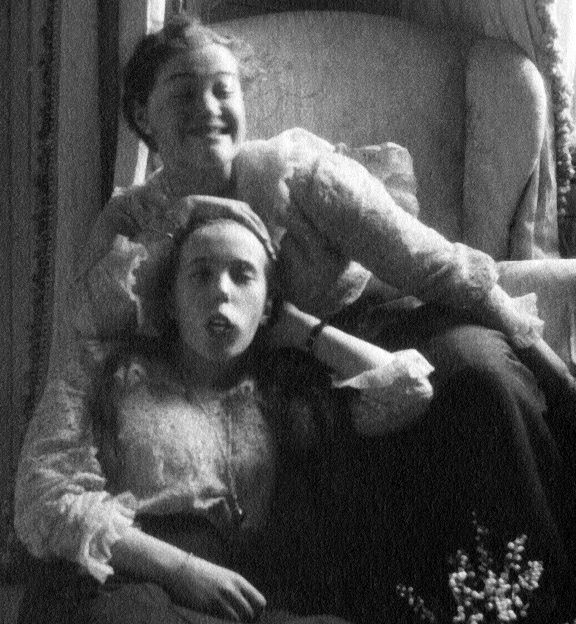
Marile Ducese Maria și Anastasia strâmbându-se la aparat în captivitatea de la Tsarskoe Selo în primăvara anului 1917.

Nota Iurovski, un cont de evenimente depuse de Iurovski la superiorii săi bolșevici în urma crimelor, a fost găsită în 1989 și detaliată în cartea lui  Edvard Radzinsky din 1992, Ultimul Țar. Conform notei, în noaptea crimelor, familia a fost trezită și li s-a spus să se îmbrace. Li s-a spus că sunt mutați într-o locație nouă, pentru a garanta siguranța lor, în perspectiva de violență care ar putea apărea atunci când Armata Albă va ajunge la Ekaterinburg. Odată îmbrăcați, membrii familiei și micul cerc de servitori rămași cu ei, au fost înghesuiți într-o cameră mică la subsol și li s-a spus să aștepte. Alexandra și Alexei erau așezați în scaune aduse de către gardieni la cererea împărătesei. După câteva minute, călăii au intrat în cameră, conduși de Iurovski. Iurovski i-a informat repede pe Țar și familia sa că vor fi executați. Țarul a avut timp să spună doar “Ce?” și să se întoarcă spre familia sa, când a fost împușcat de mai multe gloanțe în piept ( nu așa cum se spune, la cap, craniul său, recuperat în 1991, nu are răni de glonț). Țarul, Împărăteasa și două roabe au fost uciși in primul schimb de focuri de armă. Marie, dr. Botkin și servitoarea împărătesei au fost răniți. Fumul gros de la focurile de armă a umplut camera, precum și praful de ciment din pereți, eliberat de gloanțe. Pentru a permite ceței să se risipească, pistolarii au părăsit sala timp de câteva minute, lăsând toate victimele în urmă. Când pistolarul s-a întors, dr. Botkin a fost împușcat și țareviciul Alexei a fost sacrificat, un pistolar încercând în mod repetat să îl împuște sau să îl înjunghie pe băiat în trunchi. Bijuteriile cusute în hainele lui l-au protejat și, în cele din urmă, un alt pistolar îi trase două focuri în cap. Tatiana și Olga au fost ucise apoi, cu un singur glonț în cap.

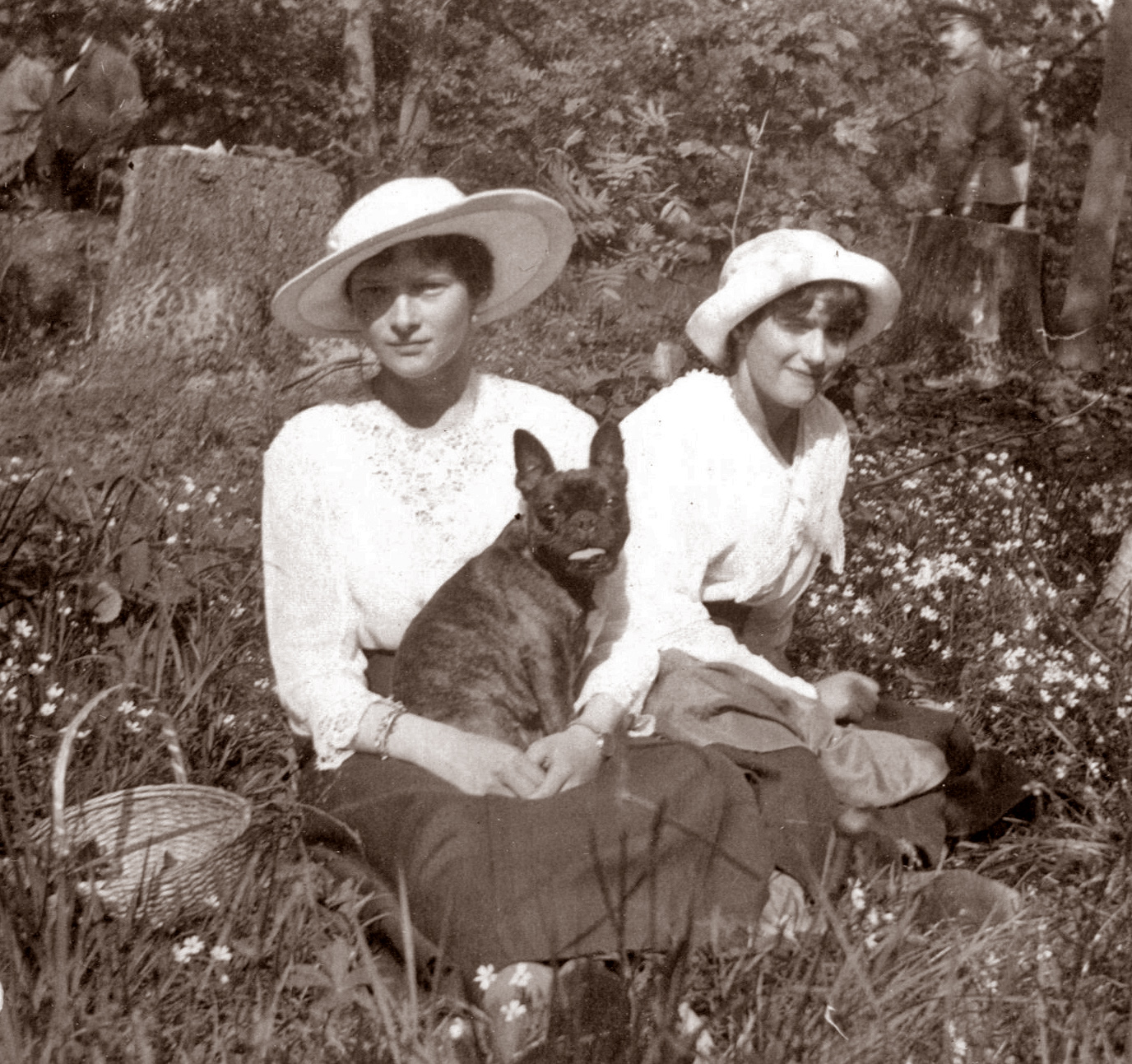
Marile Ducese Tatiana si Anastasia și câinele lor Ortino în captivitate la Tsarskoe Selo în primăvara anului 1917.

Ultimele victime, Maria, Anastasia și servitoarea Demidova, erau pe podea, sub singura fereastră din cameră. Când pistolarul s-a apropiat, Maria s-a ridicat și s-a luptat cu Ermakov când acesta încerca să o înjunghie. Bijuteriile din hainele ei au protejat-o, și Ermakov a susținut că a ucis-o cu o lovitură la cap. Ermakov s-a luptat apoi cu Anastasia, nu a reușit să o înjunghie, și a declarat că a ucis-o, de asemenea, cu o lovitură la cap. Craniul Mariei nu prezenta nicio urmă de glonț și nu este clar modul în care a murit. Ermakov a fost destul de beat în timpul crimelor și este posibil să fi împușcat doar scalpul, lăsând-o inconștientă și producând pierderi considerabile de sânge, dar nu uciderea ei. Apoi, când cadavrele au fost scoase din cameră două dintre Marile Ducese au arătat semne de viață. Una s-a ridicat și a țipat, ducându-și mâna la cap, în timp ce cealaltă scuipă sângele din gură, gemu și se mișcă. Având în vedere că rănile provocate Olgăi și Tatianei au fost fatale, este probabil ca Maria, poate doar inconștientă, să fie sora care a țipat, în timp ce Anastasia să fi fost încă capabilă să se deplaseze și să geamă. Deși declarația arhivată a lui Ermakov nu spune acest lucru, el i-a spus soției sale că Anastasia a fost terminată cu baionetele, în timp ce Iurovski a scris că atunci când cadavrele au fost scoase afară, una sau mai multe dintre fete au strigat și-au fost omorâte în bătaie în partea din spate a capului. Dar din nou, partea din spate a craniului Mariei nu prezintă urme de violență, iar rămășițele arse și fragmentate ale Anastasiei, identificate în 2009, nu oferă indicii despre cauza morții ei.

## Rapoarte false de supraviețuire și de identificare a rămășițelor Romanov
Presupusa supraviețuire a Anastasiei a fost unul dintre cele mai celebre mistere ale sec. XX. Anna Anderson, o impostoare de cea mai mare notorietate, a făcut față, pentru prima dată, publicului între 1920 și 1922. Ea a susținut că și-a simulat moartea în rândul cadavrelor familiei sale și a fost capabilă să scape cu ajutorul unei gărzi pline de compasiune, care a salvat-o din rândul cadavrelor, după ce a observat că este încă în viață. Lupta ei juridică pentru recunoaștere din 1938-1970 a continuat pe tot parcursul vieții ei și a fost cazul cel mai longeviv de care auzise Curtea Germană, unde a fost depus oficial. Decizia finală a instanței a fost că Anderson nu a adus suficiente dovezi pentru a dovedi că e Marea Ducesă.
Anderson a murit în 1984 și corpul ei a fost incinerat. Testele de ADN au fost efectuate într-un spital în 1994, pe o mostră de țesut de la Anderson și sângele Prințului Philip, duce de Edinburgh, un strănepot al Împărătesei Alexandra. Potrivit dr Gill, cel care a efectuat testele, „ Dacă acceptăm că aceste probe au venit de la Anna Anderson, atunci Anna Anderson nu ar fi putut fi rudă cu Țarul Nicholae sau Țarina Alexandra.”ADN-ul lui Anderson corespunde unui strănepot de-al lui Franziska Schanzkowska, un muncitor dispărut de la o fabrică din Polonia. Câțiva partizani de-ai lui Anderson au recunoscut că testele AND dovedesc că ea nu putea fi Marea Ducesă.
Anna Anderson a fost una dintre cele 10 femei care au pretins că sunt Anastasia. Unele mai putin cunoscute au fost Nadezhda Ivanovna Vasilyeva și Eugenia Smith. Cele două femei tinere, care au pretins că sunt Anastasia și sora ei, Maria, au fost luate de către un preot în Munții Ural în 1919, unde au trăit ca și călugărițe până la moartea lor în 1964. Ele au fost incinerate sub numele de Anastasia și Maria Nikolaevna.

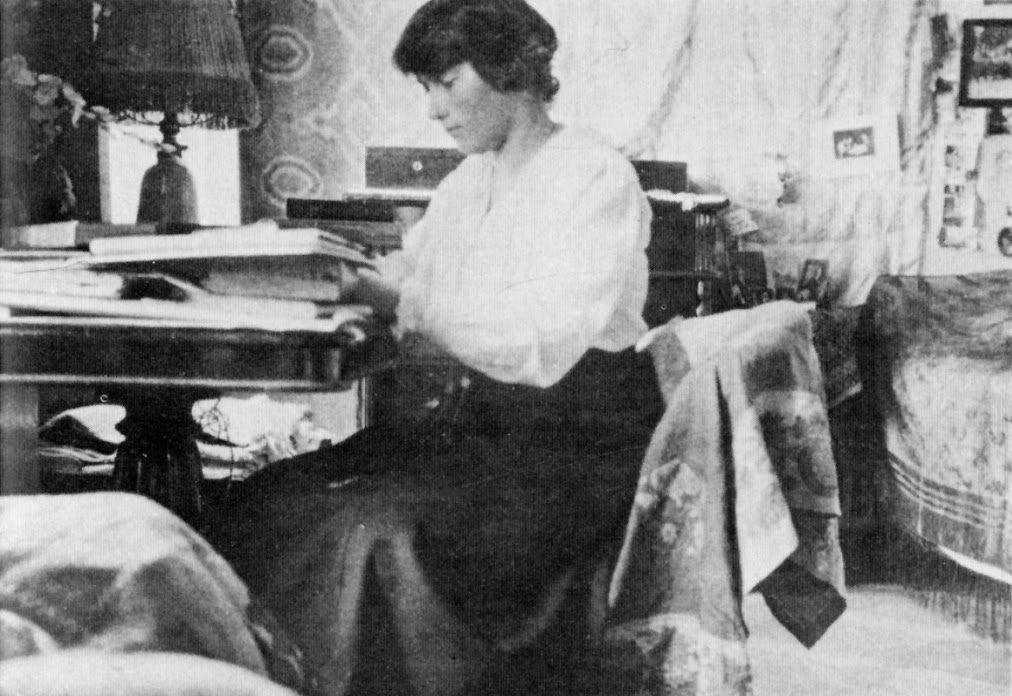
Marea Ducesa Anastasia Nicolaevna în captivitate la Tobolsk în primăvara anului 1918.

Zvonurile despre supraviețuirea Anastasiei au fost împodobite cu diferite rapoarte despre trenuri și case care au fost căutate pentru „Anastasia Romanov” de către soldații bolșevici și poliția secretă. Când a fost întemnițată pentru scurt timp la Perm în 1928, Prințesa Helena Petrovna, soția unui văr îndepărtat de-al Anastasiei, Prințul Ioan Constatinovich al Rusiei, a raportat că un gardian a adus o fată, care își spunea Anastasia Romanova, la celula ei și a întrebat-o dacă această fată a fost fiica Țarului. Helena Petrovna a spus că nu a recunoscut-o pe fată, iar garda a plecat cu ea. Deși mai târziu, alți martori din Perm au raportat că le-au văzut pe Anastasia, mama ei Alexandra Fyodorovna și surorile ei în Perm după crime, acea poveste e discreditată acum pe scară largă, ca fiind nimic mai mult decât un zvon. În mod ironic, se pare că aceste zvonuri au început pentru a ascunde faptul că familia era de fapt moartă, alimentând zvonurile că erau în viață. La câteva zile după ce au fost uciși, guvernul german a trimis câteva telegrame, pretinzând „siguranța prințeselor de sânge german.” Rusia a semnat de curând un tratat de pace cu Germania și nu dorea să îi supere spunându-le că femeile sunt moarte, așa că le-au spus că au fost mutate într-un loc mai sigur. Aceasta s-ar putea să fie sursa poveștilor din Perm.
În alt accident, 8 martori au raportat recapturarea unei femei tinere, după o aparentă încercare de evedare în septembrie 1918, la o stație de cale ferată de la Siding37, nord vest de Perm. Acești martori au fost Maxim Grigoyev, Tatiana Sitnikova și fiul ei  Fyodor Sitnikov, Ivan Kuklin și Matrina Kuklina, Vassily Ryabov, Ustinya Varankina, și Dr. Pavel Utkin, un fizician care a tratat-o pe fată după accident. Câțiva dintre martori au identificat-o pe fată ca fiind Anastasia, când li s-au arătat poze cu Marea Ducesă de către Armata Albă Rusească. Utkin le-a apus de asemenea anchetatorilor Armatei Albe că fata vătămată, în timp ce o trata la sediul Ceka din Perm, i-a spus „ Eu sunt fiica domnitorului, Anastasia.” Utkin a obținut o rețetă de la o farmacie pentru un pacient numit ”N” la ordinele poliției secrete. Investigatorii Armatei Albe au făcut mai târziu investigații independente pe baza prescripțiilor. În același timp, în mijlocul lui 1918, au existat câteva rapoarte ale tinerilor din Rusia, care trec drept evadați Romanov. Boris Soloviev, soțul fiicei lui Rasputin, Maria, fraudează familiile proeminente ruse, cerându-le bani pentru ca un impostor Romanov să fugă în China. De asemenea, Soloviev a găsit femei tinere dispuse să se deghizeze ca și o Mare Ducesă pentru a asista la înșelarea familiilor fraudate.
Câțiva biografi susțineau că a existat posibilitatea ca unul sau mai mulți gardieni să salveze un supraviețuitor. Iakov Iurovski a cerut ca gardienii să vină la el în birou și să predea obiectele pe care le-au furat în timpul crimelor. Nu a fost raportat un interval de timp, atunci când corpurile au rămas nesupravegheate în camion, în subsolul casei și pe coridoarele casei. Unii paznici care nu au participat la crime și au fost apropiați de Marile Ducese au fost lăsați în subsol cu cadavrele.

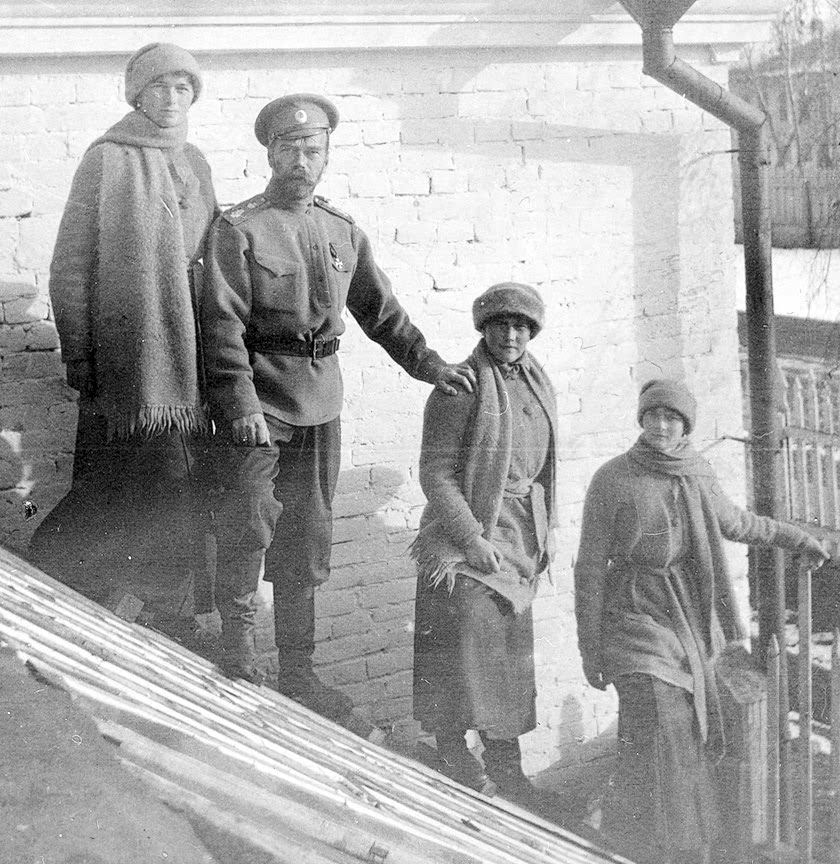
De la stânga spre dreapta, Marea Ducesă Olga Nicolaevna a Rusiei, Țarul Nicolae al II-lea, Marea Ducesă Anastasia Nicolaevna și Marea Ducesă Tatiana Nicolaevna în captivitate la Tobolsk în iarna anului 1917. Notă: Librăria Beinecke

Au existat rapoarte și din Bulgaria în legătură cu supraviețuirea Anastasiei și a fratelui ei mai mic, țareviciul Alexei. În 1953, Peter Zamiatkin, care a fost un membru al gărzii familiei imperiale ruse, a spus unui pacient de 16 ani că i-a luat pe Anastasia și Alexei în satul său natal, lângă Odessa, la cererea Țarului. După asasinarea celorlalți membrii ai familiei imperiale, Zamiatkin a fugit cu copii cu ajutorul uuni vas, navigând din Odessa în Alexandria. Supraviețuitorii, pretinșii Anastasia și Alexei, și-au trăit restul vieții sub nume false în Bulgaria, în orașul Gabarevo, lângă Kazanlâk. Anastasia bulgară a afirmat că o cheamă Eleonora Albertovna Kruger și a murit în 1954.

## Mormintele Romanov
În 1991, presupusul mormânt al familiei imperiale și al servitorilor acestora a fost excavat în pădure, lângă Ekaterinburg. Cimitirul a fost găsit cu aproape un deceniu înainte, dar a fost ținut ascuns de către descoperitorii săi, de către comuniștii care încă conduceau Rusia, când mormântul a fost inițial găsit. În mormânt s-au găsit doar nouă din cele 11 cadavre. ADN-ul și analizele scheletice aparțin rămășițelor Țarului Nicolae II, Țarinei Alexandra, a trei dintre cele patru ducese( Olga, Tatiana, Maria). Celelalte rămășițe, cu ADN independent, corespund familiei doctorului (Yevgeny Botkin), valetului lor ( Alexei Trupp), bucătarului lor( Ivan Kharitonov) și servitoarei Alexandrei ( Anna Demidova). Regretatul medic legist Dr. William Maples, a decis că cadavrul tareviciului Alexei și Anastasiei lipsesc din mormântul familiei. Oamenii de știință contestă această concluzie, însă, susținând că cel ce a fost lipsă era cadavrul Mariei. Rușii au identificat-o pe Anastasia cu ajutorul unui program de pe calculator pentru a compara pozele celei mai tinere ducese cu craniile victimelor din mormânt. Au estimat greutatea și înălțimea oaselor care lipseau.
Oamenii de știință americani au crezut că trupul care lipsea e al Anastasiei deoarece niciunul dintre scheletele de femeie nu prezentau urme de imaturitate, cum ar fi o claviculă imatură, dinți necarbonati sau vertebre imature în spate, pe care se așteptau să le găsească la un copil de 17 ani. În 1998, când rămășițele familiei imperiale au fost în sfârșit înmormântate, un cadavru ce măsura aproximativ 5,7 a fost îngropat sub numele Anastasia. Pozele făcute în urmă cu 6 luni, în care Anastasia stă în picioare lângă cele trei surori ale sale, demonstrează că Anastasia a fost cea mai scundă dintre toate.

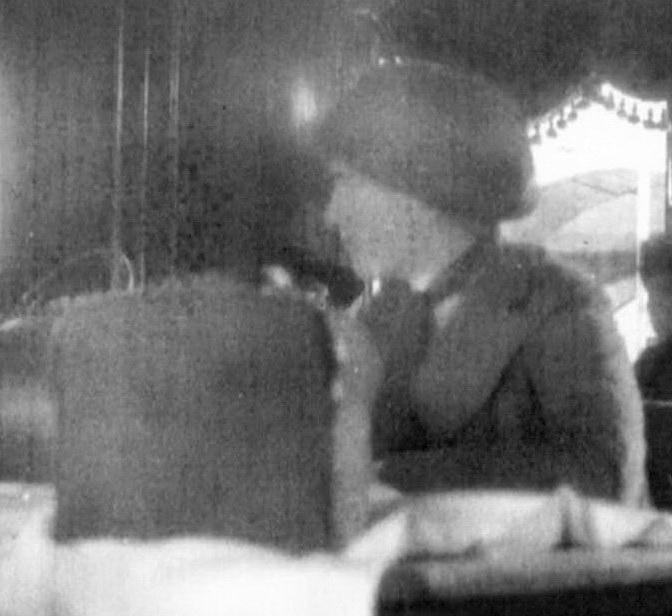
Marea Ducesa Anastasia Nicolaevna a Rusiei in afara Rusiei, pe nava care a transportat-o la Ekaterinburgh în Mai 1918. Aceasta este ultima fotografie cunoscută a Anastasiei.

Anunțul celor de la Iurovski arată că două dintre cadavre au fost luate din cripta centrală și incinerate într-o zonă secretă în scopul de a ascunde discuțiile ce ar putea apărea la înmormântările Țarului și a suitei sale, în cazul în care rămășițele ar fi fost descoperite de albi, deoarece numărul de cadavre nu corespund numărului celor care sunt crezuți morți. Cerecetarile zonei, făcute în anii următori, nu au reușit să descopere locul în care cadavrele au fost incinerate say rămășițele a doi copii Romanov dispăruți. Cu toate acestea, pe 23 august 2007, un arheolog rus a anunțat descoperirea a două corpuri arse, schelete parțiale pe un sit ars, lângă Ekaterinburgh, care se pare că corespund sitului descris în memoriile lui Iurovski. Arheologii spun că oasele sunt de la un băiat cu vârstă cuprinsă între 10 și 13 ani, la data decesului, și a unei femei tinere, cu vârsta între 18 și 23 ani. Anastasia avea 17 ani și o lună când a fost asasinată, în timp ce sora ei Maria avea 19 ani și Alexei mai avea două săptămâni până împlinea 14 ani. Surorile Anastasiei, Olga și Tatiana, aveau 22, respectiv 21 ani în momentul asasinării. Împreună cu rămășițele lor, arheologii au găsit cioburi de la un container cu acid sulfuric, cuie, benzi metalice de la o cutie de lemn și gloanțe de diferite calibre. Oasele au fost descoperite folosind detectoare de metale și tije metalice ca sonde.
Testele ADN efectuate de mai multe laboratoare internaționale, cum ar fi Forțele Armate ale laboratorului de identificare a ADN-ului și Universitatea de Medicină Innsbruck, au confirmat că rămășițele aparțin tareviciului Alexei și unei dintre surorile sale, dovedind că toți membrii familiei, inclusiv Anastasia au murit în 1918, părinții și cei cinci copii sunt acum contabilizați și fiecare își are propriul profil ADN.

## Canonizare
În anul 2000, Anastasia și familia ei au fost canonizați ca pasionați purtători ai Bisericii Ortodoxe Ruse. Familia a fost anterior canonizată în 1981 de către Biserica Ortodoxă Rusă din străinătate ca Sfinți Mucenici. Corpurile Țarului Nicolae al II lea, Țarinei Alexandra și a trei dintre fiicele lor au fost, în cele din urmă, înmormântate în Capela Sf. Ecaterina, la Catedrala Sfinții Petru și Pavel din Sankt Petersburg la 17 iunie 1998, la 80 de ani după ce au fost uciși.

## Influența culturală

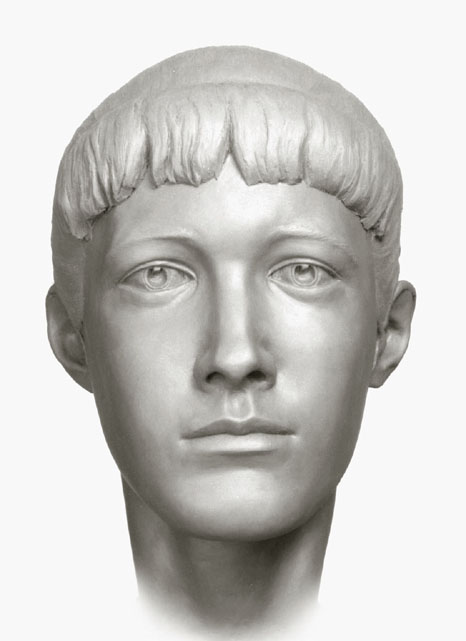
O reconstrucție facială a Marii Ducese Anastasia, făcută de S.A. Nikitin în 1994.

Pretinsa supraviețuire a Anastasiei a fost subiectul multor filme și piese de teatru. Primul film, făcut în 1928, a fost numit „Hainele fac femeia”. Povestea urmărea o femeie care juca rolul unei Anastasia salvate pentru un film de la Hollywood, și se termină prin a fi recunoscută de un soldat rus, care a salvat-o inițial de la asasinare.
Cea mai faimoasă ficțiune este, probabil, cea din 1956, cu Ingrid Bergman ca și Anna Anderson, Yul Brynner ca Generalul Bounine ( personaj fictiv bazat pe mai mulți bărbați reali) și Helen Hayes ca Împărăteasa Văduvă Maria, bunica Anastasiei din partea tatălui. Filmul spune povestea unei femei dintr-un azil, care în 1928 apare în Paris și care este capturată de către emigranții ruși, care o dotează cu informații, astfel încât să o poată păcăli pe  bunica Anastasiei, în gândirea că Anderson e de fapt nepoata ei, în scopul de a obține o avere din Imperiul Țarist. Pe măsură ce timpul trece, ele încep să suspecteze că această „Doamna A. Anderson” este întradevăr Marea Ducesă dispărută.
Povestea a servit ca bază pentru scurtul muzical din 1965, Anya.
În 1986, NBC a difuzat o mini-serie bazată pe o carte publicată în 1983 de către Peter Kurth, numită „Anastasia: Ghicitoarea Annei Anderson”. Filmul, „Anastasia: Misterul Annei”, a fost o serie în două părți, care a început când tânăra Anastasia Nicolaevna și familia ei au fost trimiși la Ekaterinburgh, unde au fost executați de soldații bolșevici. Povestea se mută apoi la 1923, și în același timp, luându-și mare libertate, ficționalitatea urmează pretențiile unei femei cunoscută ca Anna Anderson. Amy Irving o portretizează pe Anna Anderson adultă.
Cel mai recent film făcut, „Anastasia” din 1997, este un desen muzical adaptat povestei fictive cum că Anastasia a scăpat din Rusia și ulterioara ei căutare pentru recunoaștere. Fimul și-a luat o libertate și mai mare în legătură cu istoria, decât filmul cu același nume făcut în 1956.
În „Profeția Romanov”, un roman scris de către Steve Berry în 2004, răniții Anastasia și Alexei sunt salvați de gardieni și trimiși în Statele Unite, unde au trăit sub niște nume false alături de o familie loială, plătită de Felix Yusupov. În roman, ambii copii au murit de o boală în 1920, dar nu înainte ca Alexei să se căsătorească și să aibă un fiu.
Mica Anastasia a fost un copil energic descrisă ca fiind mică de înăltime, cu tendințe de a deveni dolofană, cu ochi albaștri și păr blond roșcat.
Anastasia a fost educată de un preceptor elvețian, Pierre Gilliard, ca și surorile sale mai mari Marile Ducese Olga, Tatiana și Maria, și ca fratele ei, țareviciul Alexei. Foarte inteligentă dar puțin interesată de școală, Anastasia era dotată cu un excelent simț al umorului și îi plăcea sarcasmul. Refuza să practice limba germană a mamei ei însă îi plăcea să vorbească franceza cu perceptorul ei Gilliard. Îi plăcea să se ocupe de cei doi câini ai ei, Shvybzik și Jimmy.
Anastasia împreună cu sora ei mai mare, Maria, erau cunoscute în familie ca "mica pereche". Ele împărțeau aceeași cameră, adesea purtau variații ale aceleași rochii și petreceau mult timp împreună. Surorile mai mari, Olga și Tatiana, de asemenea împărțeau o cameră și erau cunoscute ca "marea pereche". Câteodată cele patru fete semnau scrisorile folosind acronimul OTMA care provenea din prima literă a pronumelor lor.
În ciuda energiei ei, sănătatea Anastasiei era precară. Marea Ducesă suferea de o formă dureroasă de hallux valgus (monturi) care i-a afectat ambele degete mari de la picioare. Avea o slăbiciune musculară a spatelui și i s-a prescris masaje de două ori pe săptămână.
Mătușa paterne Olga Alexandrovna a spus într-un interviu mai târziu că ea a crezut că toate cele patru nepoate erau purtătoare ale genei hemofiliei la fel ca mama lor.
Testarea ADN pe rămășițele familiei regale, în 2009, a dovedit că Alexei suferea de hemofilie de tip B, o forma rară a bolii. Aceeași testare a dovedit că mama lui și una dintre cele patru Mari Ducese erau purtătoare a bolii. Rușii au identificat-o pe ducesa Anastasia însă oamenii de știință americani au identificat-o ca fiind Maria.